# Gökhan Tepe
Gökhan Tepe (Estambul, 8 de febrero de 1978) es un actor y cantante turco.

## Biografía
Nació en la ciudad de Tanrıöver el 8 de febrero de 1978. Comenzó su carrera en 1996, y su primer álbum, Çöz Beni, fue producido por el turco İskender. Su octavo álbum, Seninle Her Yere, salió a la venta en 2015.
Tepe también ha realizado trabajos como actor, pues ha participado en teleseries y películas turcas.
En agosto de 2016 contrajo matrimonio con Aylin Özer.

## Discografía
Álbumes
- Çöz Beni (19 Haziran 1995)
- Canözüm (1999)
- Belki Hüzün Belki De Aşk (2002)
- Yürü Yüreğimi (2006)
- Vur (2009)
- Aşk Sahnede (2011)
- Kendim Gibi (2012)
- Seninle Her Yere (2015)

Sencillos
- Birkaç Beden Önce (2010)

Video Clips
- Bayıldım
- Dönmem
- Aşk Belasu
- Zor Gelir
- Çöl Çiçeği
- Canözüm
- Sevmeler Yasak Bana
- Seni Bana Vermediler
- Yürü Yüreğimi
- İnsanoğlu
- Gel Aşkım
- Kaç Kerr
- Vur
- Çok Özlüyorum Seni
- Birkaç Beden Önce
- Kırmızı Halı
- Yalan Olur
- Söz

## Filmografía
Series
- Benim İçin Ağlama (2001)
- Maçolari (2006)
- Elveda Derken (2007-2008)

Cine
- Ayasi (2012)